# シーツービーテック
シーツービーテック株式会社（英: CONSUMER to BUSINESS TECHNOLOGY Co,LTD）は、徳島県徳島市に本社を置き、人材派遣、アウトソーシング事業を行う日本の企業。

## 概要
個別指導塾のスクールIEのフランチャイズ運営、インターネット求人広告のじょぶる徳島の運営を手がける。

## 事業内容
- 業務請負業
- 人材派遣業
- 有料職業紹介
- 教育サービス事業（スクールIE　羽ノ浦校、屋島校、仏生山校、香西校、香川町校、住吉校、高松川島校、沖浜校のフランチャイズ運営）
- 求人広告業（じょぶる徳島）

- コンピューターソフトウェア開発

## 加盟団体
- 徳島県人材派遣協会
- 徳島商工会議所（２号議員）

## 営業所
- 本社所在地：徳島県徳島市南昭和町4丁目92-13